# Echo Mountain
Der Echo Mountain (englisch für Echoberg) ist ein markanter und 790 m hoher Berg auf Coronation Island im Archipel der Südlichen Orkneyinseln. Er ragt an der Westseite des Laws-Gletschers unmittelbar nördlich der Cragsman Peaks auf.
Der Falkland Islands Dependencies Survey nahm zwischen 1948 und 1949 Vermessungen vor. Namensgebend ist ein bemerkenswertes Echo, das in diesem Abschnitt des Laws-Gletschers wahrnehmbar ist.